# Strobilanthes micholitzi
Strobilanthes micholitzi är en akantusväxtart som beskrevs av Ridley. Strobilanthes micholitzi ingår i släktet Strobilanthes och familjen akantusväxter. Inga underarter finns listade i Catalogue of Life.